# Carqueiranne
Carqueiranne é uma comuna francesa na região administrativa da Provença-Alpes-Costa Azul, no departamento de Var. Estende-se por uma área de 14,48 km². Em 2010 a comuna tinha 9 720 habitantes (densidade: 671,3 hab./km²).